# Chapelle des Paulines de Tréguier
La chapelle des Paulines est un édifice situé à Tréguier, en France.

## Localisation
La chapelle est située sur le territoire de la commune de Tréguier, rue Paul-Raoul, dans le département des Côtes-d'Armor, en région Bretagne.

## Description
La chapelle des Paulines édifiée en 1760 contient d'intéressants décors intérieurs : tribune avec orgue factice et draperies en trompe-l'oeil ; arcade séparant le chœur des religieuses de la nef, et portant, côté chœur des religieuses, les armes du pape Pie IX ; plafond peint de portraits ; vitraux du XIXe siècle.

## Historique
La chapelle est inscrite au titre des monuments historiques par arrêté du 2 décembre 1992.

## Galerie

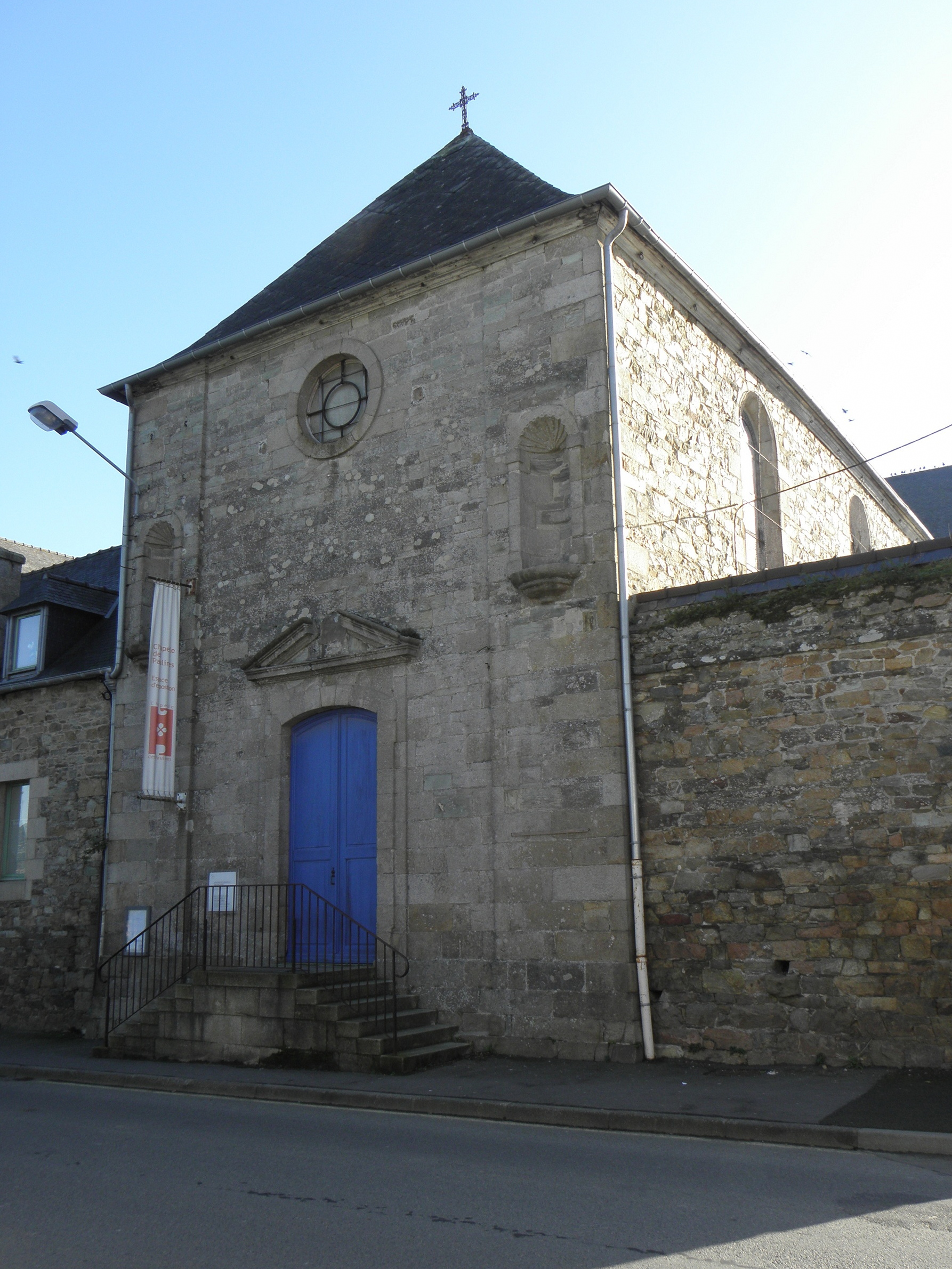
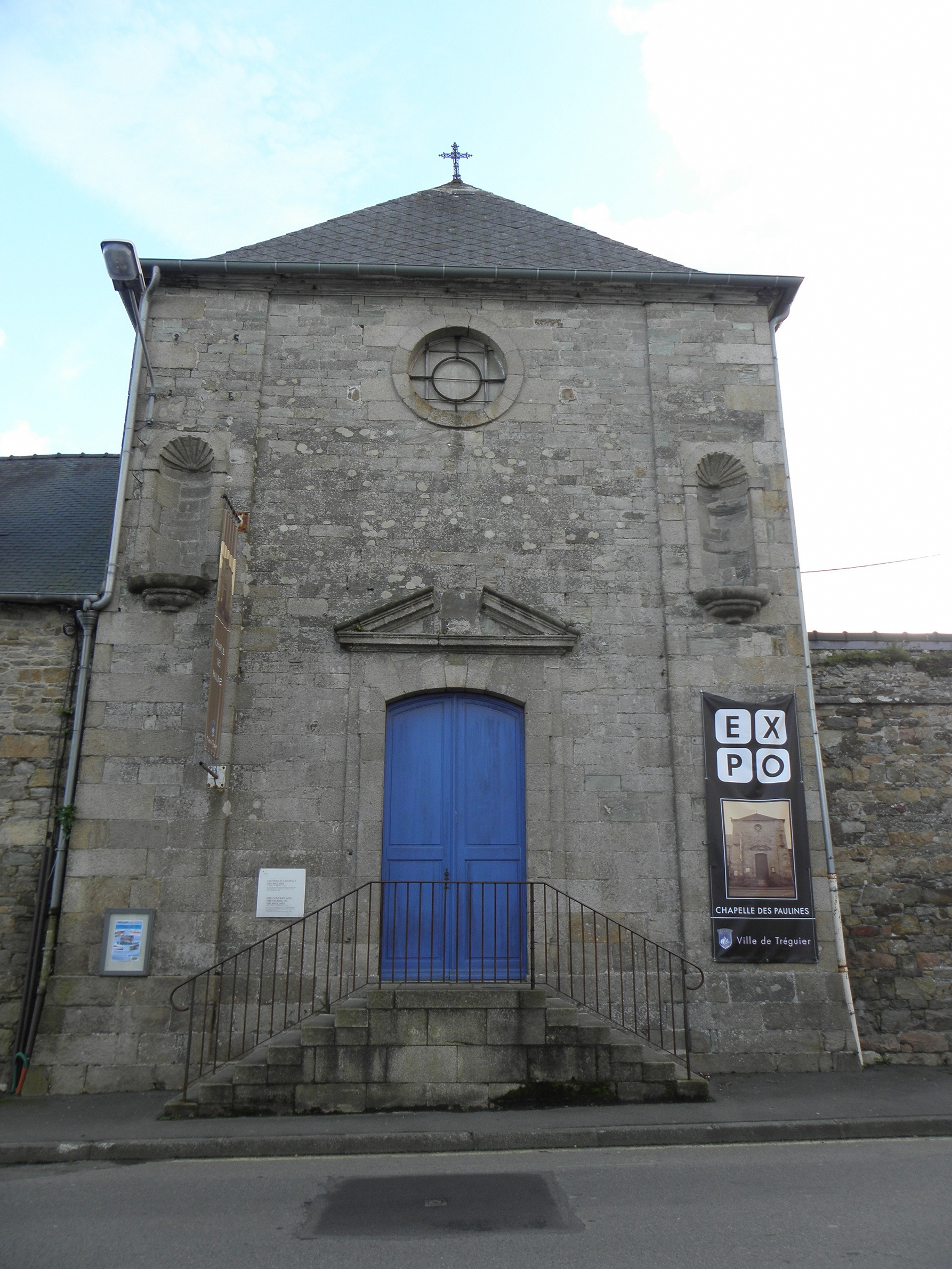